# Marathon van Nagano 2000
De marathon van Nagano 2000 vond plaats op zondag 9 april 2000 in de Japanse stad Nagano. Het was de tweede editie van deze marathon. 
Bij de mannen ging de Keniaan Erick Wainaina in 2:10.17 met de hoogste eer strijken. Hij verbeterde tevens het parcoursrecord en bleef zijn landgenoot Maxwell Musembi bijna twee minuten voor. Bij de vrouwen waren de rollen ten opzichte van het jaar ervoor omgedraaid; ditmaal won de Ethiopische Elfenesh Alemu in 2:24.55 en werd de winnares van 1999, de Russische Valentina Jegorova, nu op ruime afstand tweede in 2:26.26. Alemu liep met haar prestatie ook het parcoursrecord uit de boeken.

## Uitslagen

### Mannen
| rang   | naam             | land | tijd    |
| ------ | ---------------- | ---- | ------- |
| Goud   | Erick Wainaina   | KEN  | 2:10.17 |
| Zilver | Maxwell Musembi  | KEN  | 2:12.16 |
| Brons  | Cosmas Ndeti     | KEN  | 2:12.52 |
| 4      | Belaye Wolashe   | ETH  | 2:14.01 |
| 5      | Dong-Lin Zhan    | CHN  | 2:15.26 |
| 6      | Masato Yonehara  | JPN  | 2:16.43 |
| 7      | Kazutaka Higuchi | JPN  | 2:16.55 |
| 8      | Yasuhiro Karasu  | JPN  | 2:17.09 |
| 9      | Yuichi Kawasaki  | JPN  | 2:17.38 |
| 10     | Keita Fujino     | JPN  | 2:17.53 |
| 11     | Kenichi Okuda    | JPN  | 2:19.52 |

### Vrouwen
| rang   | naam               | land | tijd    |
| ------ | ------------------ | ---- | ------- |
| Goud   | Elfenesh Alemu     | ETH  | 2:24.55 |
| Zilver | Valentina Jegorova | RUS  | 2:26.26 |
| Brons  | Alla Zhilyayeva    | RUS  | 2:28.27 |
| 4      | Chika Horie        | JPN  | 2:29.12 |
| 5      | Naoko Sato         | JPN  | 2:35.31 |
| 6      | Jin-Hong Pan       | CHN  | 2:41.47 |
| 7      | Mai Aoki           | JPN  | 2:42.26 |
| 8      | Renata Kokowska    | POL  | 2:42.42 |
| 9      | Nobuko Ueki        | JPN  | 2:44.56 |
| 10     | Ai Toyama          | JPN  | 2:48.48 |
| 11     | Georgia Ambatzidou | GRE  | 2:49.29 |
| 12     | Yoshiko Fukuchi    | JPN  | 2:53.35 |

Shinmai-periode:

1958 ·
1959 ·
1960 ·
1961 ·
1962 ·
1963 ·
1964 ·
1965 ·
1966 ·
1967 ·
1968 ·
1969 ·
1970 ·
1971 ·
1972 ·
1973 ·
1974 ·
1975 ·
1976 ·
1977 ·
1978 ·
1979 ·
1980 ·
1981 ·
1982 ·
1983 ·
1984 ·
1985 ·
1986 ·
1987 ·
1988 ·
1989 ·
1990 ·
1991 ·
1992 ·
1993 ·
1994 ·
1995 ·
1996 ·
1997 ·
1998

Nagano-periode:

1999 ·
2000 ·
2001 ·
2002 ·
2003 ·
2004 ·
2005 ·
2006 ·
2007 ·
2008 ·
2009 ·
2010 ·
2011 ·
2012 ·
2013 ·
2014 ·
2015 ·
2016 ·
2017